# Winschoten
Winschoten a fost o comună și o localitate în provincia Groningen, Țările de Jos. 
În vechime, Winschoten era capitala districtului Oldambt, situat într-o regiune agricolă fertilă. Winschoten primit drepturile de oraș în 1825. Acesta a fost ultimul oraș din Țările de Jos, care a primit astfel de drepturi. Steagul orașului avea trei dungi orizontale albastru - alb - albastru, în raport de 1:3:1, pe cea albă este conturată cu roșu o cetate cu nouă bastioane. Acest steag fusese adoptat în 23 mai 1973 prin rezoluție municipală.
Winschoten avea o gară pe linia de la Groningen la Leer (Germania), precum și un drum care îl conecta la restul Olandei, prin intermediul autostrăzii A7. Gara a fost inaugurată la 1 mai 1868 pentru linia Groningen - Winschoten - Niuweschans. Aceasta a fost cea de-a doua gară pusă în funcțiune de către Compania de exploatare a Căilor Ferate de Stat (Maatschappij tot Exploitatie van Staatsspoorwegen (SS)), precum și o parte a traseului, de la Harlingen, Friesland pentru a Nieuweschans (construit 1863-1868). În prezent, acest traseu este operat de Arriva.

## Mori de vânt
Pe timpuri existau 13 mori de vânt în Winschoten, până în prezent fiind conservate doar trei mari și monumentale. Aceste mori erau deținute de Consiliul Local și întreținute de voluntari morari. Ele constituie o caracteristică importantă a peisajului urban.
Molen Berg, construită în anul 1854 la Grintweg, a fost concepută pentru a măcina porumb. Primul proprietar a fost J. D. Buurma. Neobișnuitul design al velelor cu lame mobile, asemănătoare cu jaluzele venețiene, a fost o inovație la vremea sa. 
De Dijkstra Molen pe Nassaustraat a fost construită în 1862 de către D.E. Dijkstra. În 1953, nepotul proprietarului original a vândut-o către administrația locală. A fost restaurată n 1982/1983 și în 1995/1996.
Molen Edens, pe Nassaustraat 14, a fost construită în 1763 după planurile lui Jurrien Balles și ale lui Antje Gerbrands. Mai târziu, proprietarii au fost Jurrien Joesten și G. Eikema. Apoi, din 1855 până în 1960 au deținut-o diferite generații ale familiei Edens. Administrația locală a cumpărat-o în 1960. Aceasta este cea mai veche moară de vânt în întreaga provincie Groningen.

## Biserici
Există numeroase biserici protestante în fosta Winschoten, inclusiv un ansamblu al Fraților Plymouth. Cea mai veche biserică datează din secolul al XIII-lea și este construită în stil gotic amestecat cu stil roman. Există o biserică reformată olandeză în Marktplein. O clopotniță independentă din secolul al XVI-lea era una din caracteristicile Winschotenului.
Există o biserică romano-catolică dedicată sfântului Vitus, construită de Alfred Tepe în 1880. Acesta este o biserică neo-gotică cu vitralii de Kocken și gresie de Freitag din Münster. Altarul a fost inițial în biserica Saint Boniface în Nieuwe Pekela, iar când aceasta a fost demolată altarul a fost adus la Winschoten pentru a-l înlocui pe cel vechi.
Exista mai demult o înfloritoare comunitate evreiască, în 1940 Winschoten având a doua cea mai mare comunitate de evrei din Olanda după Amsterdam. În timpul celui de-al doilea război mondial, Winschoten a fost un port de tranzit către Germania Nazistă pentru transporturile de evrei. Din cei 493 de evrei care locuiau în Winschoten la începutul războiului, doar 20 au supraviețuit.

## Limba
În timp ce neerlandeza standard este cunoscută de majoritatea locuitorilor și mulți tineri știu limba germană și engleză, limba preferată în viața de zi cu zi este limba saxonă de jos din Groningen. Varietatea din Winschoten a dialectului Groningen are o brumă de cuvinte din ebraică (și idiș), ceea ce reflectă comunitatea evreiască proeminentă mai demult, care locuia aici de la 1700.

## Persoane celebre
- Bas Jan Ader (1942, pierdut pe mare în 1975), artist
- Piet Hamberg (1954), fotbalist și manager de fotbal
- Wiebbe Hayes, soldat olandez și erou național în 1600
- Dirk Stikker (1897-1979), ministru al Afacerilor Externe (1948-1952), Secretarul General NATO (1961-1964)
- Bernard DH Tellegen (1900-1990), inginer și inventator